# Temisto (mjesec)
Temisto (Themisto) je mali Jupiterov satelit između putanja Kalista i Lede, otkriven je 30. rujna 1975., ali mu se zagubio trag sve do 2000. godine kada je ponovno pronađen. Zbog toga je ovaj satelit do listopada 2002. imao dva privremena imena: S/1975 J 1 i S/2000 J 1.
Temisto je prvi satelit izvan orbita 8 najbližih satelita (4 unutrašnja + 4 velika galilejanska). Temisto se giba progradno (ili direktno, tj. u smjeru Jupiterove rotacije). Temisto je jedini član grupe Temisto čiji su članovi progradni nepravilni sateliti. Srednji promjer mu iznosi tek oko 8 km.

## Vanjske poveznice
- astro.fdst.hr :: Jupiterovi nepravilni sateliti  Arhivirana inačica izvorne stranice od 14. ožujka 2005. (Wayback Machine)